# Tyee Mountain
Tyee Mountain är ett berg i Kanada.   Det ligger i provinsen British Columbia, i den sydvästra delen av landet, 3 700 km väster om huvudstaden Ottawa. Toppen på Tyee Mountain är 1 666 meter över havet, eller 504 meter över den omgivande terrängen. Bredden vid basen är 4,4 km.
Terrängen runt Tyee Mountain är bergig åt sydost, men åt nordväst är den kuperad.Trakten runt Tyee Mountain är nära nog obefolkad, med mindre än två invånare per kvadratkilometer.. Det finns inga samhällen i närheten. 
I omgivningarna runt Tyee Mountain växer i huvudsak barrskog.